# Ida's Christmas
Ida's Christmas è un cortometraggio muto del 1912 diretto da Van Dyke Brooke.
Protagonista della storia è l'attrice bambina Dolores Costello.

## Trama
Siamo alla vigilia di Natale. Una ragazzina povera trova per strada un borsellino che restituisce al suo proprietario, il quale le dà in premio alcuni soldi. La bambina vorrebbe comprarci la bambola tanto desiderata che ha vista in un negozio, ma alla fine decide che la sua famiglia ha bisogno di quei soldi. La sua onestà e il suo sacrificio verranno alla fine ricompensati.

## Produzione
Il film fu prodotto dalla Vitagraph Company of America.

## Distribuzione
Distribuito dalla General Film Company, il film - un cortometraggio di 150 metri - uscì nelle sale cinematografiche statunitensi il 24 dicembre 1912. Nelle proiezioni, veniva programmato con il sistema dello split reel, accorpato in un'unica bobina con un altro cortometraggio prodotto dalla Vitagraph, la commedia It All Came Out in the Wash.